# Santa Eufemia (Andalusia)
Santa Eufemia è un comune spagnolo di 893 abitanti situato nella provincia di Cordova, nella comunità autonoma dell'Andalusia.
I suoi abitanti si fanno chiamare "calabreses" .